# Markies van Northampton

Wapen van de Markies van Northampton

Markies van Northampton (Engels: Marquess of Northampton) is een Britse adellijke titel.
De titel werd voor het eerst gecreëerd in 1547 door Eduard VI voor William Parr, 1e graaf van Essex en broer van Catharina Parr. In 1553 werd de titel hem afgenomen door Maria I, doch hij werd in 1559 door Elzabeth I in zijn waardigheid hersteld. Nadat hij in 1571 zonder legitieme nakomelingen overleed, verviel de titel weer aan de kroon.
In 1812 werd de titel opnieuw verleend door George III voor Charles Compton, 9e graaf van Northampton. Zijn familie is nog altijd in het bezit van de titel en heeft de aanvullende titels: graaf van Northampton (sinds 1618), graaf Compton en baron Wilmington (beide sinds 1812).

## Markies van Northampton, eerste creatie (1547)
- 1547 – 1571: William Parr (1513-1571), 1e markies van Northampton; vervallen van de titel in 1553, hersteld in 1559

## Markies van Northampton, tweede creatie (1812)
- 1812 – 1828: Charles Compton (1760-1828), 9e graaf van Northampton, 1e markies van Northampton
- 1828 – 1851: Spencer Joshua Alwyne Compton (1790-1851), 2e markies van Northampton
- 1851 – 1877: Charles Douglas Compton (1816-1877), 3e markies van Northampton
- 1877 – 1897: William Compton (1818-1897), 4e markies van Northampton
- 1897 – 1913: William George Spencer Scott Compton (1851-1913), 5e markies van Northampton
- 1913 – 1978: William Bingham Compton (1885-1978), 6e markies van Northampton
- 1978 – heden: Spencer Douglas David Compton (1946), 7e markies van Northampton